# 恒久平和調査局設置法案
恒久平和調査局設置法案（こうきゅうへいわちようさきょくせっちほうあん）は、日本の法律案。国立国会図書館に恒久平和調査局を設ける法案で、正式名称は「国立国会図書館法の一部を改正する法律案」。
1999年（平成11年）以降、議員立法として鳩山由紀夫を始めとする数名により衆議院へ4度提出されている。法案の内容や運用方法、制度の必要性などを巡って、賛否両論ある。

## 概要
恒久平和調査局設置法案の概要は、以下の通り。

### 恒久平和調査局の設置
法案の目的は、「今次の大戦及びこれに先立つ今世紀の一定の時期における惨禍の実態を明らかにすることにより、その実態について我が国民の理解を深め、これを次代に伝えるとともに、アジア地域の諸国民をはじめとする世界の諸国民と我が国民との信頼関係の醸成を図り、もって我が国の国際社会における名誉ある地位の保持及び恒久平和の実現に資するため、国立国会図書館に、恒久平和調査局を置く。」とされている。

### 恒久平和調査局の業務
恒久平和調査局は、次に掲げる事項について調査する。
1. 次の大戦に至る過程における我が国の社会経済情勢の変化、国際情勢の変化並びに政府及び旧陸海軍における検討の状況その他の今次の大戦の原因の解明に資する事項
2. 昭和六年九月十八日から昭和二十年九月二日までの期間（以下「戦前戦中期」という。）において政府又は旧陸海軍の直接又は間接の関与により労働者の確保のために旧戸籍法（大正三年法律第二十六号）の規定による本籍を有していた者以外の者に対して行われた徴用その他これに類する行為及びこれらの行為の対象となつた者の就労等の実態に関する事項(強制連行参照)
3. 戦前戦中期における旧陸海軍の直接又は間接の関与による女性に対する組織的かつ継続的な性的な行為の強制（以下「性的強制」という。）による被害の実情その他の性的強制の実態に関する事項(慰安婦参照)
4. 戦前戦中期における旧陸海軍の直接又は間接の関与により行われた生物兵器及び化学兵器の開発、実験、生産、貯蔵、配備、遺棄、廃棄及び使用の実態に関する事項
5. 前三号に掲げるもののほか、戦前戦中期において政府又は旧陸海軍の直接又は間接の関与による非人道的行為により旧戸籍法（大正三年法律第二十六号）の規定による本籍を有していた者以外の者の生命、身体又は財産に生じた損害の実態に関する事項
6. 第二号から前号までに掲げるもののほか、戦前戦中期における戦争の結果生命、身体又は財産に生じた損害の実態に関する事項
7. 戦前戦中期における戦争の結果生命、身体又は財産に生じた損害について当該損害が生じた者に対し我が国がとつた措置及び当該損害に関し我が国が締結した条約その他の国際約束に関する事項

## 目的
国立国会図書館法の一部を改正する法律案は、民主党の鳩山由紀夫が呼びかけて結成された超党派の議員連盟『恒久平和のために真相究明法の成立を目指す議員連盟』が1999年8月10日から国会に提出を続けている法案である。
この法案は国立国会図書館に恒久平和調査局を設置し、日本人を含めた外国人に対する徴用、日本人が外国人を性奴隷にした問題、生物化学兵器の開発など日本の戦争犯罪全般を調査することを目的としている。

## 経緯
- 第145通常国会(1999年)衆議院へ提出→第147国会にて廃案
- 第150臨時国会(2000年)衆議院へ再提出→第157国会にて廃案
- 第159通常国会(2004年)衆議院へ再提出→第162国会にて廃案
- 第164通常国会(2006年)衆議院へ再提出[2]

- 2008年、民主党のマニフェスト「政策ＩＮＤＥＸ2008」の冒頭に「戦後処理問題」として「国立国会図書館法改正案(恒久平和調査局設置法案)」の成立を宣言している。

- 第171回国会(2009年)で27番「国立国会図書館法の一部を改正する法律案」未了[3]。ただし、43番	「国立国会図書館法の一部を改正する法律案」は成立[3]。

## 法案の賛否

### 賛成意見
- アジア諸国との真の共生のために必要不可欠。

### 反対意見
- 「恒久平和調査局」という名称はジョージ・オーウェルの小説「1984年」に登場する「平和省」や「真理省」を彷彿させる。
- 結論ありきの「調査」に他ならず、いわゆる自虐史観の永続化を図るものである。

## 参照
- 衆法 第164回国会　27　国立国会図書館法の一部を改正する法律案（鳩山由紀夫外7名提出)